# Sommer-Universiade 2019/Turnen
Bei der Sommer-Universiade 2019 wurden vom 2. bis 13. Juli 2019 insgesamt zwei Wettbewerbe im Turnen durchgeführt.

## Teilnehmende Nationen
| Männer | Frauen |
| --- | --- |
| - Argentinien - Armenien - Aserbaidschan - Australien - Belarus - Belgien - Brasilien - Chinesisch Taipeh - Dänemark - Finnland - Frankreich - Italien - Japan - Kanada - Kasachstan - Kroatien - Mexiko - Neuseeland - Norwegen - Portugal - Österreich - Rumänien - Russland - Schweiz - Slowenien - Südkorea - Türkei - Ukraine - Usbekistan - Vereinigte Staaten - Zypern | - Argentinien - Aserbaidschan - Chinesisch Taipeh - Costa Rica - Deutschland - Finnland - Hongkong - Indonesien - Italien - Japan - Kanada - Kasachstan - Kroatien - Lettland - Malaysia - Neuseeland - Niederlande - Norwegen - Portugal - Österreich - Rumänien - Russland - Slowakei - Slowenien - Südkorea - Türkei - Ukraine - Ungarn |

## Wettbewerbe der Männer

### Mehrkampf
| Platz | Name            | Nation            | Boden (SG)       | Pauschenpferd (SG) | Ringe (SG)   | Sprung (SG)      | Barren (SG)  | Reck (SG)    | Punkte |
| ----- | --------------- | ----------------- | ---------------- | ------------------ | ------------ | ---------------- | ------------ | ------------ | ------ |
| 1     | Kazuma Kaya     | Japan             | 14,450 (5,8)     | 14,600 (6,1)       | 14,600 (6,1) | 14,300 (5,2)     | 15,050 (6,3) | 14,000 (5,7) | 87,000 |
| 2     | Ivan Stretovich | Russland          | 14,000 (5,6)     | 14,075 (5,5)       | 13,600 (4,9) | 14,400 (5,2)     | 14,250 (5,9) | 14,050 (6,0) | 84,375 |
| 3     | Lee Chih-kai    | Chinesisch Taipeh | 14,250 (5,8)     | 15,225 (6,2)       | 13,150 (5,3) | 14,225 (5,2)     | 13,850 (5,8) | 13,250 (4,8) | 83,950 |
| 4     | Kakeru Tanigawa | Japan             | 14,200 (5,8)     | 13,425 (5,6)       | 14,050 (5,4) | 14,350 (5,2)     | 14,850 (6,2) | 12,850 (5,5) | 83,725 |
| 5     | Milad Karimi    | Kasachstan        | 14,250 (5,9)     | 12,900 (4,6)       | 13,150 (4,8) | 14,500 (5,2)     | 14,350 (5,7) | 14,000 (6,1) | 83,150 |
| 6     | Lee Junghyo     | Südkorea          | 12,400 (5,5)     | 14,350 (6,0)       | 14,050 (5,6) | 14,200 (4,8)     | 14,150 (5,8) | 13,300 (5,4) | 82,450 |
| 7     | Andrea Russo    | Italien           | 14,050 (5,3)     | 12,750 (4,9)       | 14,000 (5,5) | 13,750 (4,8)     | 13,600 (5,7) | 13,650 (5,5) | 81,800 |
| 8     | Vladyslav Hryko | Ukraine           | 12,600 (5,5)−0,1 | 13,750 (5,7)       | 13,600 (5,5) | 13,800 (4,8)     | 14,200 (5,4) | 13,300 (4,9) | 81,250 |
| 9     | Stefano Patron  | Italien           | 13,050 (5,1)     | 13,100 (5,2)       | 13,200 (4,8) | 13,850 (4,8)     | 14,000 (5,5) | 13,250 (5,0) | 80,450 |
| 10    | Kirill Prokopev | Russland          | 14,800 (6,2)     | 12,550 (5,3)       | 13,400 (5,0) | 14,100 (5,2)−0,1 | 13,475 (5,0) | 11,800 (4,6) | 80,125 |
| 11    | Ivan Tikhonov   | Aserbaidschan     | 14,200 (5,4)     | 13,400 (5,6)       | 12,700 (4,5) | 13,750 (4,8)     | 12,300 (5,4) | 13,250 (5,2) | 79,600 |
| 12    | Kilian Mermet   | Frankreich        | 13,550 (5,4)     | 12,600 (4,9)       | 12,250 (4,4) | 14,050 (4,8)     | 13,850 (5,5) | 12,800 (4,7) | 79,100 |
| 13    | Michael Tone    | Australien        | 13,100 (4,6)     | 12,800 (5,4)       | 13,525 (5,3) | 13,600 (5,2)     | 12,900 (4,6) | 12,875 (4,5) | 78,800 |
| 14    | Hsu Ping-Chien  | Chinesisch Taipeh | 12,950 (4,6)     | 13,575 (5,0)       | 11,800 (4,5) | 14,250 (4,8)     | 12,750 (4,7) | 13,100 (4,6) | 78,425 |
| 15    | Lee Seungmin    | Südkorea          | 12,250 (5,4)−0,3 | 13,200 (4,8)       | 12,000 (4,6) | 13,850 (4,8)−0,1 | 13,500 (5,5) | 13,200 (4,6) | 78,000 |
| 16    | Martino Morosi  | Schweiz           | 12,650 (5,0)     | 11,100 (3,9)       | 12,900 (4,2) | 13,850 (4,8)−0,1 | 12,000 (4,5) | 13,400 (4,8) | 75,900 |
| 17    | Antoine Borello | Frankreich        | 12,750 (5,2)     | 11,000 (4,3)       | 12,800 (4,6) | 13,750 (4,8)     | 13,750 (5,2) | 11,750 (5,6) | 75,800 |
| 18    | Luis Porto      | Brasilien         | 12,650 (5,1)     | 11,450 (5,1)       | 12,850 (4,5) | 14,250 (5,2)     | 12,050 (4,9) | 12,200 (4,6) | 75,450 |

### Boden
| Platz | Name            | Nation             | Wertung (SG) | Punktkorrektur | Punkte |
| ----- | --------------- | ------------------ | ------------ | -------------- | ------ |
| 1     | Kirill Prokopev | Russland           | 8,750 (6,2)  | 0,0            | 14,950 |
| 2     | Kazuma Kaya     | Japan              | 8,800 (5,8)  | 0,0            | 14,600 |
| 3     | Kakeru Tanigawa | Japan              | 8,650 (5,9)  | 0,0            | 14,550 |
| 4     | Kim Han-sol     | Südkorea           | 8,550 (6,0)  | 0,0            | 14,550 |
| 5     | Marco Walter    | Schweiz            | 8,450 (5,7)  | 0,0            | 14,150 |
| 6     | Alexander Diab  | Vereinigte Staaten | 8,050 (5,6)  | 0,0            | 13,650 |
| 7     | Milad Karimi    | Kasachstan         | 7,550 (6,2)  | −0,1           | 13,650 |
| 8     | Andrea Russo    | Italien            | 6,250 (5,4)  | −0,1           | 11,550 |

### Pauschenpferd
| Platz | Name             | Nation            | Wertung (SG) | Punktkorrektur | Punkte |
| ----- | ---------------- | ----------------- | ------------ | -------------- | ------ |
| 1     | Lee Chih-kai     | Chinesisch Taipeh | 9,200 (6,2)  | 0,0            | 15,400 |
| 2     | Nariman Kurbanov | Kasachstan        | 8,800 (5,9)  | 0,0            | 14,700 |
| 3     | Kazuma Kaya      | Japan             | 7,900 (6,6)  | 0,0            | 14,500 |
| 4     | Abdulla Azimov   | Usbekistan        | 8,450 (5,9)  | 0,0            | 14,350 |
| 5     | Lee Junghyo      | Südkorea          | 8,375 (5,8)  | 0,0            | 14,175 |
| 6     | Michael Tone     | Australien        | 8,050 (5,8)  | 0,0            | 13,850 |
| 7     | Stefano Patron   | Italien           | 8,350 (5,2)  | 0,0            | 13,550 |
| 8     | Jacob Bonnay     | Kanada            | 8,500 (4,4)  | 0,0            | 12,900 |

### Ringe
| Platz | Name            | Verein             | Wertung (SG) | Punktkorrektur | Punkte |
| ----- | --------------- | ------------------ | ------------ | -------------- | ------ |
| 1     | Artur Avetisyan | Armenien           | 9,000 (5,9)  | 0,0            | 14,900 |
| 2     | İbrahim Çolak   | Türkei             | 8,600 (6,2)  | 0,0            | 14,800 |
| 2     | Vinzenz Höck    | Österreich         | 8,600 (6,2)  | 0,0            | 14,800 |
| 4     | Wataru Tanigawa | Japan              | 8,650 (6,0)  | 0,0            | 14,650 |
| 5     | Ahmet Onder     | Türkei             | 8,450 (6,0)  | 0,0            | 14,450 |
| 6     | Kazuma Kaya     | Japan              | 8,350 (6,1)  | 0,0            | 14,450 |
| 7     | Alexander Diab  | Vereinigte Staaten | 8,500 (5,8)  | 0,0            | 14,300 |
| 8     | Tang Chia-Hung  | Chinesich Taipeh   | 8,625 (5,5)  | 0,0            | 14,125 |

### Sprung
| Platz | Name            | Nation           | 1. Sprung (SG) | 2. Sprung (SG) | Wertung | Punktkorrektur | Punkte |
| ----- | --------------- | ---------------- | -------------- | -------------- | ------- | -------------- | ------ |
| 1     | Kim Han-sol     | Chinesich Taipeh | 9,200 (5,6)    |                | 14,800  | 0,0            | 14,650 |
| 1     | Kim Han-sol     | Chinesich Taipeh |                | 9,300 (5,2)    | 14,500  | 0,0            | 14,650 |
| 2     | Yahor Sharamkou | Belarus          | 9,250 (5,2)    |                | 14,450  | 0,0            | 14,350 |
| 2     | Yahor Sharamkou | Belarus          |                | 9,150 (5,2)    | 14,250  | −0,1           | 14,350 |
| 3     | Louis Porto     | Brasilien        | 9,200 (5,2)    |                | 14,400  | 0,0            | 14,350 |
| 3     | Louis Porto     | Brasilien        |                | 9,500 (4,8)    | 14,350  | 0,0            | 14,350 |
| 4     | Wataru Tanigawa | Japan            | 7,900 (6,0)    |                | 13,900  | 0,0            | 14,650 |
| 4     | Wataru Tanigawa | Japan            |                | 9,050 (5,6)    | 14,650  | 0,0            | 14,650 |
| 5     | Fabián de Luna  | Mexiko           | 9,100 (5,2)    |                | 14,300  | 0,0            | 14,050 |
| 5     | Fabián de Luna  | Mexiko           |                | 8,950 (5,2)    | 14,050  | −0,1           | 14,050 |
| 6     | Heath Thorpe    | Australien       | 9,350 (4,8)    |                | 14,150  | 0,0            | 13,800 |
| 6     | Heath Thorpe    | Australien       |                | 8,950 (4,6)    | 13,450  | −0,1           | 13,800 |
| 7     | Robert Ghiuzan  | Rumänien         | 7,800 (5,2)    |                | 12,700  | −0,3           | 14,150 |
| 7     | Robert Ghiuzan  | Rumänien         |                | 8,950 (4,6)    | 13,450  | −0,3           | 14,150 |
| 8     | Marco Walter    | Schweiz          | 9,200 (5,2)    |                | 14,400  | 0,0            | 13,250 |
| 8     | Marco Walter    | Schweiz          |                | 7,600 (4,8)    | 12,100  | −0,3           | 13,250 |

### Barren
| Platz | Name             | Nation            | Wertung (SG) | Punktkorrektur | Punkte |
| ----- | ---------------- | ----------------- | ------------ | -------------- | ------ |
| 1     | Kakeru Tanigawa  | Schweiz           | 8,650 (6,2)  | 0,0            | 14,850 |
| 2     | Ivan Stretovich  | Russland          | 8,900 (5,9)  | 0,0            | 14,800 |
| 3     | Ahmet Onder      | Türkei            | 8,750 (5,7)  | 0,0            | 14,450 |
| 4     | Milad Karimi     | Kasachstan        | 8,550 (5,7)  | 0,0            | 14,250 |
| 5     | Marco Sarrugerio | Italien           | 8,650 (5,5)  | 0,0            | 14,150 |
| 6     | Stefano Patron   | Italien           | 8,550 (5,5)  | 0,0            | 14,050 |
| 7     | Kazuma Kaya      | Japan             | 7,450 (6,3)  | 0,0            | 13,750 |
| 8     | Lee Chih-kai     | Chinesisch Taipeh | 7,900 (5,8)  | 0,0            | 13,700 |

### Reck
| Platz | Name             | Verein            | Wertung (SG) | Punktkorrektur | Punkte |
| ----- | ---------------- | ----------------- | ------------ | -------------- | ------ |
| 1     | Tang Chia-hung   | Chinesisch Taipeh | 8,400 (6,3)  | 0,0            | 14,700 |
| 2     | Milad Karimi     | Kasachstan        | 8,575 (6,1)  | 0,0            | 14,675 |
| 3     | Ivan Stretovich  | Russland          | 8,500 (6,1)  | 0,0            | 14,600 |
| 4     | Ahmet Onder      | Türkei            | 8,550 (5,7)  | 0,0            | 14,250 |
| 5     | Antoine Borello  | Frankreich        | 7,850 (5,9)  | 0,0            | 13,750 |
| 6     | Fellipe Ferreira | Brasilien         | 7,850 (5,5)  | 0,0            | 13,350 |
| 7     | Kakeru Tanigawa  | Japan             | 7,800 (5,5)  | 0,0            | 13,300 |
| 8     | Wataru Tanigawa  | Japan             | 7,650 (5,3)  | 0,0            | 12,950 |
| 9     | Andrea Russo     | Italien           | 7,500 (5,2)  | 0,0            | 12,700 |

### Team
| Rang | Mannschaft           | Boden (SG)    | Pauschenpferd (SG) | Ringe (SG)   | Sprung (SG)  | Barren (SG)      | Reck (SG)    | Gesamt         |
| ---- | -------------------- | ------------- | ------------------ | ------------ | ------------ | ---------------- | ------------ | -------------- |
| 1    | Japan                | 29,525        | 27,850             | 28,750       | 28,400       | 29,400           | 28,925       | 172,850        |
| 1    | Kazuma Kaja          | 14,800 (5,8)  | 14,800 (6,1)       | 14,300 (6,1) | 14,000 (5,2) | 14,450 (6,3)     | –            | 172,850        |
| 1    | Kakeru Tanigawa      | 14,725 (5,9)  | 13,050 (6,0)       | –            | –            | 14,950 (6,2)     | 14,625 (5,9) | 172,850        |
| 1    | Wataru Tanigawa      | –             | –                  | 14,450 (6,0) | 14,400 (5,6) | –                | 14,300 (5,8) | 172,850        |
| 2    | Chinesisch Taipeh    | 26,650        | 28,300             | 27,550       | 28,800       | 28,050           | 28,050       | 167,400        |
| 2    | Hsu Ping-chien       | 12,800 (4,6)  | –                  | –            | 14,100 (4,8) | –                | 13,350 (4,6) | 167,400        |
| 2    | Lee Chih-kai         | 143,850 (5,5) | 15,150 (6,2)       | 13,300 (5,3) | 14,700 (5,2) | 14,400 (5,8)     | –            | 167,400        |
| 2    | Tang Chia-hung       | –             | 13,150 (4,6)       | 14,250 (5,5) | –            | 13,650 (4,4)     | 14,700 (6,0) | 167,400        |
| 3    | Russland             | 28,950        | 26,150             | 27,200       | 28,900       | 27,400           | 27,900       | 166,500        |
| 3    | Ilya Kirbatas        | –             | 13,150 (6,0)       | 13,600 (6,2) | –            | –                | –            | 166,500        |
| 3    | Kirill Prokopev      | 15,100 (6,2)  | 13,000 (5,5)       | 13,600 (5,0) | 14,500 (5,2) | 13,000 (5,0)     | 13,650 (5,0) | 166,500        |
| 3    | Ivan Stretovich      | 13,850 (5,4)  | –                  | –            | 14,400 (5,2) | 14,400 (5,9)     | 14,250 (5,9) | 166,500        |
| 4    | Italien              | 27,450        | 26,700             | 28,025       | 27,600       | 28,150           | 27,000       | 164,925        |
| 4    | Stefano Patron       | 13,400 (5,1)  | 13,650 (5,2)       | –            | 13,950 (4,8) | 14,050 (5,5)     | 13,300 (5,0) | 164,925        |
| 4    | Andrea Russo         | 14,050 (5,5)  | 13,050 (5,0)       | 13,975 (5,5) | 13,650 (4,8) | –                | 13,700 (5,5) | 164,925        |
| 4    | Marco Sarrugerio     | –             | –                  | 14,050 (5,5) | –            | 14,100 (5,5)     | –            | 164,925        |
| 5    | Südkorea             | 27,950        | 26,850             | 27,450       | 28,950       | 27,500           | 25,900       | 164,600        |
| 5    | Kim Han-sol          | 14,250 (5,9)  | –                  | 13,600 (5,5) | 14,750 (5,6) | –                | 12,850 (4,4) | 164,600        |
| 5    | Lee Junghyo          | 13,700 (5,5)  | 13,650 (5,8)       | 13,850 (5,6) | 14,200 (4,8) | 13,900 (5,8)     | –            | 164,600        |
| 5    | Lee Seungmin         | –             | 13,200 (4,7)       | –            | –            | 13,600 (5,5)     | 13,050 (4,6) | 164,600        |
| 6    | Frankreich           | 27,300        | 25,500             | 26,100       | 27,100       | 27,700           | 26,925       | 159,625−1,0 P. |
| 6    | Antoine Borello      | 13,800 (5,2)  | –                  | 12,950 (4,6) | –            | 14,000 (5,2)     | 13,850 (5,9) | 159,625−1,0 P. |
| 6    | Killian Mermet       | 13,500 (5,4)  | 12,800 (4,6)       | –            | 13,900 (4,8) | 13,700 (5,5)−0,1 | –            | 159,625−1,0 P. |
| 6    | Antoine Pochon       | –             | 12,700 (4,8)       | 13,150 (4,2) | 13,200 (4,0) | –                | 13,075 (4,9) | 159,625−1,0 P. |
| 7    | Kanada               | 26,900        | 26,750             | 25,950       | 27,350       | 23,875           | 25,425       | 156,250        |
| 7    | Jeremy Bartholomeusz | –             | 13,350 (4,8)       | 12,800 (4,3) | 13,900 (4,8) | 10,900 (4,2)     | 13,125 (4,8) | 156,250        |
| 7    | Jacob Bonnay         | 13,450 (5,4)  | 13,400 (4,7)       | –            | 13,450 (5,2) | 12,975 (4,5)     | 12,300 (4,6) | 156,250        |
| 7    | Damien Cachia        | 13,450 (5,3)  | –                  | 13,150 (5,7) | –            | –                | –            | 156,250        |
| 8    | Australien           | 25,700        | 25,400             | 25,650       | 27,200       | 25,400           | 25,350       | 154,700        |
| 8    | Hudson Irwin         | –             | 11,450 (4,2)       | 12,200 (4,2) | –            | 12,400 (4,4)     | 12,500 (4,4) | 154,700        |
| 8    | Heath Thorpe         | 12,850 (5,7)  | –                  | –            | 14,100 (4,8) | -                | 12,850 (4,5) | 154,700        |
| 8    | Michael Tone         | 12,850 (4,6)  | 13,950 (5,8)       | 13,450 (5,3) | 13,100 (5,2) | 13,000 (4,6)     | –            | 154,700        |

## Wettbewerbe der Frauen

### Mehrkampf
| Platz | Name                    | Nation            | Sprung (SG)      | Stufenbarren (SG) | Schwebebalken (SG) | Boden (SG)       | Punkte |
| ----- | ----------------------- | ----------------- | ---------------- | ----------------- | ------------------ | ---------------- | ------ |
| 1     | Hitomi Hatakeda         | Japan             | 14,075 (5,0)     | 13,800 (5,7)      | 13,000 (5,4)       | 13,050 (5,0)     | 53,925 |
| 2     | Uliana Perebinosova     | Russland          | 13,500 (4,6)−0,1 | 14,350 (6,1)      | 12,100 (4,9)       | 12,750 (4,7)     | 52,700 |
| 3     | Liliia Akhaimova        | Russland          | 14,550 (5,8)     | 13,100 (5,4)      | 12,750 (5,0)       | 12,300 (5,8)     | 52,700 |
| 4     | Aiko Sugihara           | Japan             | 14,000 (5,0)     | 12,650 (5,2)      | 12,600 (5,7)       | 13,200 (5,3)     | 52,450 |
| 5     | Lara Mori               | Italien           | 13,250 (4,6)     | 12,700 (5,2)      | 12,550 (5,3)       | 13,200 (5,5)−0,1 | 51,700 |
| 6     | Yana Fedorova           | Ukraine           | 13,500 (4,6)     | 12,700 (5,0)      | 12,000 (5,3)       | 11,850 (4,3)     | 50,050 |
| 7     | Denelle Pedrick         | Kanada            | 14,250 (5,4)     | 11,250 (4,2)      | 12,000 (4,9)       | 12,300 (4,5)     | 49,800 |
| 8     | Farah Ann Abdul Hadi    | Malaysia          | 13,400 (4,6)     | 12,650 (5,1)      | 11,250 (4,6)       | 12,450 (4,8)−0,1 | 49,750 |
| 9     | Elze Geurts             | Niederlande       | 13,900 (5,0)     | 12,050 (5,0)      | 11,800 (4,4)       | 11,800 (4,3)−0,1 | 49,550 |
| 10    | Marlies Männersdorfer   | Österreich        | 12,650 (4,0)     | 12,450 (4,6)      | 11,300 (4,8)       | 12,050 (4,2)     | 48,450 |
| 11    | Maija Leinonen          | Finnland          | 13,050 (4,2)     | 11,950 (4,1)      | 11,450 (4,7)       | 11,900 (4,3)     | 48,350 |
| 12    | Jessica Dowling         | Kanada            | 13,200 (4,6)     | 12,150 (5,4)      | 12,050 (4,9)       | 10,650 (4,1)     | 48,050 |
| 13    | Fang Ko-Ching           | Chinesisch Taipeh | 13,500 (4,6)     | 11,750 (4,1)      | 10,900 (4,8)       | 11,200 (4,7)     | 47,350 |
| 14    | Daniela Ciurusniuc      | Rumänien          | 13,200 (4,6)     | 11,150 (4,3)      | 11,200 (4,5)       | 11,750 (4,4)−0,1 | 47,300 |
| 15    | Demet Mutlu             | Türkei            | 12,900 (4,6)−0,1 | 11,200 (4,6)      | 11,275 (4,7)       | 11,550 (4,2)     | 46,925 |
| 16    | Yang Semi               | Südkorea          | 13,350 (4,6)     | 10,400 (3,6)      | 12,050 (5,0)       | 11,100 (4,7)−0,1 | 46,900 |
| 17    | Mariangeles Murillo     | Costa Rica        | 13,000 (4,6)     | 11,850 (4,3)      | 9,550 (4,6)        | 11,250 (4,3)−0,3 | 45,300 |
| 18    | Mariana Pitrez Carvalho | Portugal          | 11,700 (3,5)     | 11,500 (4,5)      | 9,700 (4,9)        | 12,050 (4,6)     | 44,950 |

### Sprung
| Platz | Name               | Nation            | 1. Sprung (SG) | 2. Sprung (SG) | Wertung | Punktkorrektur | Punkte |
| ----- | ------------------ | ----------------- | -------------- | -------------- | ------- | -------------- | ------ |
| 1     | Marina Nekrasova   | Aserbaidschan     | 8,700 (5,4)    |                | 14,100  | 0,0            | 14,000 |
| 1     | Marina Nekrasova   | Aserbaidschan     |                | 8,800 (5,2)    | 13,900  | −0,1           | 14,000 |
| 2     | Liliia Akahaimova  | Russland          | 8,550 (5,8)    |                | 14,350  | 0,0            | 13,975 |
| 2     | Liliia Akahaimova  | Russland          |                | 8,800 (4,8)    | 13,600  | 0,0            | 13,975 |
| 3     | Tatiana Nabieva    | Russland          | 9,100 (5,4)    |                | 14,500  | 0,0            | 13,925 |
| 3     | Tatiana Nabieva    | Russland          |                | 8,650 (4,8)    | 13,350  | −0,1           | 13,925 |
| 4     | Yana Fedorova      | Ukraine           | 9,100 (4,6)    |                | 13,700  | 0,0            | 13,350 |
| 4     | Yana Fedorova      | Ukraine           |                | 9,000 (4,0)    | 13,000  | 0,0            | 13,350 |
| 5     | Rifda Irfanaluthfi | Indonesien        | 8,700 (4,4)    |                | 13,100  | 0,0            | 13,275 |
| 5     | Rifda Irfanaluthfi | Indonesien        |                | 8,850 (4,6)    | 13,450  | 0,0            | 13,275 |
| 6     | Elze Geurts        | Niederlande       | 8,750 (5,0)    |                | 13,750  | 0,0            | 13,200 |
| 6     | Elze Geurts        | Niederlande       |                | 8,450 (4,2)    | 12,650  | 0,0            | 13,200 |
| 7     | Ing Yueh Tan       | Malaysia          | 8,675 (4,6)    |                | 13,275  | 0,0            | 13,275 |
| 7     | Ing Yueh Tan       | Malaysia          |                | 8,500 (4,6)    | 12,800  | −0,3           | 13,275 |
| 8     | Fang Ko-Ching      | Chinesisch Taipeh | 8,650 (4,6)    |                | 13,250  | 0,0            | 13,025 |
| 8     | Fang Ko-Ching      | Chinesisch Taipeh |                | 8,600 (4,2)    | 12,800  | 0,0            | 13,025 |

### Stufenbarren
| Platz | Name                | Nation      | Wertung (SG) | Punktkorrektur | Punkte |
| ----- | ------------------- | ----------- | ------------ | -------------- | ------ |
| 1     | Hitomi Hatakeda     | Japan       | 8,300 (5,7)  | 0,0            | 14,000 |
| 2     | Tatiana Nabieva     | Russland    | 8,400 (5,5)  | 0,0            | 13,900 |
| 3     | Asuka Teramoto      | Japan       | 8,200 (5,6)  | 0,0            | 13,800 |
| 4     | Janine Berger       | Deutschland | 7,850 (5,6)  | 0,0            | 13,450 |
| 5     | Martina Rizzelli    | Italien     | 7,900 (5,3)  | 0,0            | 13,200 |
| 6     | Jessica Dowling     | Kanada      | 7,550 (5,6)  | 0,0            | 13,150 |
| 7     | Uliana Perebinosova | Russland    | 7,550 (5,6)  | 0,0            | 13,150 |
| 8     | Barbora Mokosova    | Slowakei    | 7,000 (5,1)  | 0,0            | 12,100 |

### Schwebebalken
| Platz | Name                | Nation   | Wertung (SG) | Punktkorrektur | Punkte |
| ----- | ------------------- | -------- | ------------ | -------------- | ------ |
| 1     | Hitomi Hatakeda     | Japan    | 7,700 (5,3)  | 0,0            | 13,000 |
| 2     | Lara Mori           | Italien  | 7,250 (5,6)  | 0,0            | 12,850 |
| 3     | Uliana Perebinosova | Russland | 8,000 (4,8)  | 0,0            | 12,800 |
| 4     | Aiko Sugihara       | Japan    | 6,950 (5,6)  | 0,0            | 12,550 |
| 5     | Carlotta Ferlito    | Italien  | 7,600 (4,8)  | 0,0            | 12,400 |
| 6     | Ng Yan Yin          | Hongkong | 7,100 (5,0)  | 0,0            | 12,100 |
| 7     | Jessica Dowling     | Kanada   | 7,150 (4,9)  | 0,0            | 12,050 |
| 8     | Barbora Mokosova    | Slowakei | 6,950 (4,6)  | 0,0            | 11,550 |

### Boden
| Platz | Name                 | Verein            | Wertung (SG) | Punktkorrektur |        |
| ----- | -------------------- | ----------------- | ------------ | -------------- | ------ |
| 1     | Carlotta Ferlito     | Italien           | 7,900 (5,3)  | 0,0            | 13,200 |
| 2     | Aiko Sugihara        | Japan             | 7,700 (5,3)  | 0,0            | 13,000 |
| 3     | Uliana Perebinosova  | Russland          | 8,000 (4,7)  | 0,0            | 12,700 |
| 4     | Farah Ann Abdul Hadi | Malaysia          | 7,950 (4,6)  | 0,0            | 12,550 |
| 5     | Hitomi Hatakeda      | Japan             | 7,850 (4,7)  | 0,0            | 12,550 |
| 6     | Liliia Akhaimova     | Russland          | 6,750 (5,5)  | 0,0            | 12,250 |
| 7     | Jessica Dowling      | Kanada            | 7,450 (5,5)  | −0,1           | 11,950 |
| 8     | Fang Ko-Ching        | Chinesisch Taipeh | 7,100 (4,7)  | 0,0            | 11,800 |

### Team
| Rang | Mannschaft          | Sprung (SG)  | Stufenbarren (SG) | Schwebebalken (SG) | Boden (SG)       | Gesamt  |
| ---- | ------------------- | ------------ | ----------------- | ------------------ | ---------------- | ------- |
| 1    | Japan               | 28,650       | 27,600            | 25,950             | 26,250           | 108,405 |
| 1    | Hitomi Hatakeda     | –            | 13,850 (5,7)      | 13,100 (5,3)       | 13,000 (5,0)     | 108,405 |
| 1    | Aiko Sugihara       | 14,100 (5,0) | –                 | 18,850 (5,5)       | 13,250 (5,1)     | 108,405 |
| 1    | Asuka Teramoto      | 14,550 (5,8) | 13,750 (5,5)      | –                  | –                | 108,405 |
| 2    | Russland            | 28,950       | 27,100            | 25,150             | 26,250           | 107,450 |
| 2    | Liliia Akhaimova    | 14,400 (5,8) | –                 | 12,300 (4,8)       | 13,350 (5,8)     | 107,450 |
| 2    | Tatiana Nabieva     | 14,550 (5,4) | 13,500 (5,5)−0,3  | –                  | –                | 107,450 |
| 2    | Uliana Perebinosova | –            | 13,600 (5,6)      | 132,850 (4,9)      | 12,900 (4,9)     | 107,450 |
| 3    | Italien             | 26,900       | 26,000            | 25,700             | 24,900           | 103,500 |
| 3    | Carlotta Ferlito    | 13,600 (4,6) | –                 | 12,850 (5,3)       | 13,200 (5,2)     | 103,500 |
| 3    | Lara Mori           | –            | 12,550 (5,1)      | 12,850 (5,4)       | 11,700 (5,4)−0,3 | 103,500 |
| 3    | Martina Rizzelli    | 13,300 (4,6) | 13,450 (5,3)      | –                  | –                | 103,500 |
| 4    | Kanada              | 25,500       | 24,650            | 24,050             | 23,500           | 97,700  |
| 4    | Jessica Dowling     | 13,000 (4,6) | 12,950 (5,3)      | 12,450 (5,0)       | 12,300 (4,6)     | 97,700  |
| 4    | Alana Fischer       | –            | –                 | –                  | –                | 97,700  |
| 4    | Denelle Pedrick     | 12,500 (5,4) | 11,700 (4,0)      | 11,600 (4,6)       | 11,200 (4,3)     | 97,700  |
| 5    | Chinesisch Taipeh   | 27,075       | 22,800            | 22,850             | 23,500           | 96,225  |
| 5    | Chen Feng-Chih      | –            | 11,350 (4,0)      | 11,100 (3,5)       | 11,350 (3,9)     | 96,225  |
| 5    | Fang Ko-Ching       | 13,575 (4,6) | 11,450 (4,1)      | 11,750 (4,8)       | 12,150 (4,6)     | 96,225  |
| 5    | Wu Sing-Feng        | 13,500 (4,8) | –                 | –                  | –                | 96,225  |
| 6    | Südkorea            | 25,850       | 22,750            | 23,350             | 21,700           | 93,650  |
| 6    | Goo Laewon          | –            | –                 | 11,350 (4,5)       | –                | 93,650  |
| 6    | Kim Chaeyeon        | 12,500 (4,0) | 11,200 (4,7)      | –                  | 10,950 (4,1)     | 93,650  |
| 6    | Yang Semi           | 13,350 (4,6) | 11,550 (4,2)      | 12,000 (5,0)       | 10,750 (4,7)     | 93,650  |
| 7    | Finnland            | 25,750       | 22,450            | 22,850             | 21,300           | 92,350  |
| 7    | Maija Leinonen      | 12,900 (4,2) | 10,500 (4,1)−1,0  | 12,050 (4,7)       | 11,500 (4,2)     | 92,350  |
| 7    | Rosanna Ojala       | 12,850 (4,2) | 11,950 (4,3)      | 10,800 (4,3)−0,1   | 9,800 (4,4)−0,3  | 92,350  |
| 7    | –                   | –            | –                 | –                  | –                | 92,350  |

## Medaillen
| Platz | Nation            |    |    |    | Gesamt |
| ----- | ----------------- | -- | -- | -- | ------ |
| 1     | Japan             | 7  | 2  | 3  | 12     |
| 2     | Chinesisch Taipeh | 2  | 1  | 1  | 4      |
| 3     | Russland          | 1  | 6  | 6  | 13     |
| 4     | Italien           | 1  | 1  | 1  | 3      |
| 5     | Armenien          | 1  |    |    | 1      |
| 5     | Aserbaidschan     | 1  |    |    | 1      |
| 5     | Südkorea          | 1  |    |    | 1      |
| 8     | Kasachstan        |    | 2  |    | 2      |
| 9     | Türkei            |    | 1  | 1  | 2      |
| 10    | Österreich        |    | 1  |    | 1      |
| 10    | Belarus           |    | 1  |    | 1      |
| 12    | Brasilien         |    |    | 1  | 1      |
| Total | Total             | 14 | 15 | 13 | 42     |